# 足の厥陰肝経
足の厥陰肝経（あしのけついんかんけい、中国語: 足厥陰肝經 zu jueyīn ganjīng、英語: The Liver Meridian of Foot-Jueyin もしくは Zujueyin Ganjingxue）は、経絡の一つ。肝経に属する足を流れる陰経の経絡である。肝臓と胆嚢は共に中国の五行（木、火、土、金、水）でいうと木に属するため密接な関係を持つ。また、流注によると肝臓はもとより、目のまわりを取り囲んでいるため目の痛みにこの肝経の経穴を使うこともある。肝経の募穴は期門穴。
国際表記はLVまたはLivと表記する。

## 流注（経絡の流れの道筋）
足の第1指爪甲根部外側（大敦穴）に起こり、足背を通り中封穴に抵る。ついで脛骨前面を上り、大腿内側を循って陰部に入り、生殖器を循ったのち下腹に入り期門穴へ上り、胃を挾んで肝に属し、日月穴の部で胆を絡う。
さらに横隔膜を貫いて側胸部に散布し、気管、喉頭の後を循り咽頭に出て、眼球のあたりに達し頭頂に出る。その支なるものは、眼球のあたりから頬に出て唇を循る。別の支なるものは、肝から分かれて横隔膜を貫き肺に注ぎ、下行して中焦に至り、手の太陰肺経に連なる。

## 足の厥陰肝経に所属する経穴の一覧
以下に出てくる寸、分などの尺は骨度法、同身寸法参照。

### LV1.大敦（だいとん）
取穴部位：足の第1指外側爪甲根部、爪甲の角を去ること1分
要穴：井木穴
知覚神経：深腓骨神経
血管：第1背側中足動脈の枝

### LV2.行間（こうかん）
兵法：高利（こうり）
取穴部位：第1中足指節関節の前、外側陥凹部
要穴：滎火穴
知覚神経：深腓骨神経
血管：第1背側中足動脈

### LV3.太衝（たいしょう）
取穴部位：足背にあり、第1・第2中足骨底間、陥凹部
要穴：兪土穴、原穴
筋肉：第1背側骨間筋
運動神経：外側足底神経
知覚神経：深腓骨神経
血管：第1背側中足動脈

### LV4.中封（ちゅうほう）
取穴部位：内果前1寸、前脛骨筋腱の内側下際の陥凹部
要穴：経金穴
筋肉：前脛骨筋腱
運動神経：深腓骨神経
知覚神経：伏在神経
血管：前内果動脈

### LV5.蠡溝（れいこう）
取穴部位：内果の上5寸、脛骨内側面上の陥凹部
要穴：絡穴
知覚神経：伏在神経
血管：前脛骨動脈の枝

### LV6.中都（ちゅうと）
兵法：向脛（こうけい）
取穴部位：内果の上7寸、脛骨内側面上の陥凹部
要穴：郄穴
知覚神経：伏在神経
血管：前脛骨動脈の枝

### LV7.膝関（しつかん）
取穴部位：膝を伸展し、曲泉穴の直下で脛骨内側顆の下縁
筋肉：薄筋、半腱様筋
運動神経：閉鎖神経、脛骨神経
知覚神経：伏在神経
血管：内側下膝動脈

### LV8.曲泉（きょくせん）
取穴部位：膝を深く屈曲し、膝窩横紋の内端、大腿骨内側裂隙で縫工筋と薄筋の間
要穴：合水穴
筋肉：縫工筋、薄筋
運動神経：大腿神経、閉鎖神経
知覚神経：伏在神経
血管：下行膝動脈

### LV9.陰包（いんぽう）
取穴部位：曲泉穴と足五里穴を結ぶ線上で、大腿骨内側上顆の上4寸、縫工筋と薄筋の間
筋肉：縫工筋、薄筋
運動神経：大腿神経、閉鎖神経
知覚神経：閉鎖神経
血管：大腿動脈の枝

### LV10.足五里（あしごり）
取穴部位：大腿内側にあり、気衝穴の外下方3寸、大腿動脈拍動部
筋肉：恥骨筋、長内転筋
運動神経：大腿神経、閉鎖神経
知覚神経：閉鎖神経
血管：大腿動脈

### LV11.陰廉（いんれん）
取穴部位：大腿内側にあり、気衝穴の外下方2寸、大腿動脈拍動部
筋肉：恥骨筋、長内転筋
運動神経：大腿神経、閉鎖神経
知覚神経：陰部大腿神経
血管：大腿動脈

### LV12.急脈（きゅうみゃく）
取穴部位：曲骨穴の外2寸5分、陰毛の際
禁鍼穴
筋肉：外腹斜筋
運動神経：肋間神経、腸骨鼠径神経、腸骨下腹神経
知覚神経：腸骨鼠径神経、陰部大腿神経、腸骨下腹神経前皮枝
血管：外陰部動脈、下腹壁動脈の恥骨枝

### LV13.章門（しょうもん）
兵法：左が後電光（うしろでんこう）、右が後稲妻（うしろいなずま）
取穴部位：第11肋骨前端下際
要穴：脾経の募穴、臓会
筋肉：外腹斜筋、内腹斜筋
運動神経：肋間神経
知覚神経：肋間神経外側皮枝
血管：肋間動脈

### LV14.期門（きもん）
兵法：月影（げつえい）
取穴部位：第9肋軟骨付着部の下際、乳頭線と肋骨の交叉部
要穴：肝経の募穴
筋肉：外腹斜筋、内腹斜筋
運動神経：肋間神経
知覚神経：肋間神経前皮枝および外側皮枝
血管：肋間動脈

## 音声用肝経経穴名一覧
ダイトン　　コーカン　　タイショー　　チューホー　　レイコー　　チュート　　シツカン　　キョクセン　　インポー　　アシゴリ　　インレン　　キューミャク　　ショーモン　　キモン

## 足厥陰肝経病
主に胸部の膨満感、嘔逆、少腹部の膨満感や痛み、陰嚢の腫痛などが起こるとされている。